# Lord of the Flies
Lord of the Flies (с англ. — «Повелитель мух») — двадцать девятый сингл британской хеви-метал-группы Iron Maiden.

## Lord of the Flies
Сингл был записан в ходе записи альбома The X Factor  в 1995 году и является вторым синглом, выпущенным в поддержку альбома. Сингл только за пределами Великобритании и только в виде CD-сингла.
Текст песни основан на романе Уильяма Голдинга «Повелитель мух» и в тексте речь идёт о том, что в каждом человеке есть что-то, что заставляет его в определённых ситуациях одичать, приблизиться к животному, стать «Повелителем мух» и находить в этом удовольствие. Кроме того, выражение «повелитель мух» является буквальным переводом имени древнееврейского бога Бааль звув, которое трансформировалось в Европе в Вельзевула, и традиционно ассоциируется с сатаной.
Соло в песне исполнил Яник Герс
Песню также можно услышать на концертном альбоме Death on the Road, уже в исполнении Брюса Дикинсона

## Сторона B сингла
Сторона B сингла содержит кавер-версии двух известнейших хитов: My Generation (с англ. — «Моё поколение») группы The Who и Doctor Doctor (с англ. — «Доктор, доктор») группы UFO.
Как отметил менеджер группы Роб Смоллвуд: «Группа давно большой фан и The Who и UFO. Наше первое большое выступление в Лос-Анджелесе было на Лонг-Бич в поддержку UFO и было здорово работать с ними. Сделать такую сторону B это отдать дань людям, которые нам нравятся и которых мы уважаем…» 

## Конверт
На обложке сингла изображён пожилой Эдди, восседающий на электрическом стуле, стилизованном под трон. У трона ожидают распоряжений две гигантские мухи.

## Список композиций
1. Lord of the Flies (Харрис, Герс) — 5:04
2. My Generation (кавер The Who) — 3:38
3. Doctor Doctor[англ.] (кавер UFO) — 4:50

## Участники
- Блэйз Бэйли — вокал
- Стив Харрис — бас
- Яник Герс — гитара
- Дейв Мюррей — гитара
- Нико МакБрэйн — ударные